# Riksdagsvalet i Finland 1995
Riksdagsvalet i Finland 1995 hölls den 19 mars 1995 för mandatperioden 1995-1999. Antalet röstberättigade var 4 088 358 och av dem deltog 2 803 602 eller 68,6 % i valet. Största parti blev socialdemokraterna.
Förhandsröstningen startade den 1 mars 1995 och avslutades 11 mars 1995 utomlands samt 14 mars 1995 i Finland.

## Bakgrund
Valet förrättades i enlighet med lagen om riksdagsval från 1969 (391/69). Rätt att ställa upp i valet med kandidater hade dels Finlands registrerade partier samt valmansföreningar. Minst 100 röstberättigade i en valkrets krävdes för att bilda en valmansförening och få rätt att ställa upp med en kandidat. I Landskapet Ålands valkrets hade en valmansförening bildat av minst 30 röstberättigade rätt att ställa upp med både en kandidat och en suppleant åt denne.
2 083 kandidater ställde upp i valet, varav 1 990 representerade registrerade partier och 93 valförbund. Av kandidaterna var 1 268 män och 815 kvinnor.

## Valresultat
Nedanstående resultat ger en total sammanställning av valen i hela Finland. För resultatet i varje valkrets för sig, se artikeln för respektive valkrets.

| Parti eller valmansförening | Parti eller valmansförening                         | Röster             | Röster       | Röster | Röster | Mandatfördelning | Mandatfördelning |
| Parti eller valmansförening | Parti eller valmansförening                         | Antal              | Röstskillnad | %      | +− %   | Antal            | +−               |
| --------------------------- | --------------------------------------------------- | ------------------ | ------------ | ------ | ------ | ---------------- | ---------------- |
|                             | Finlands Socialdemokratiska Parti                   | 785 637            | +182 557     | 28,3   | +6,2   | 63               | +15              |
|                             | Centern i Finland                                   | 552 003            | −124 714     | 19,8   | -5,0   | 44               | -11              |
|                             | Samlingspartiet                                     | 497 624            | −28 863      | 17,9   | -1,4   | 39               | -1               |
|                             | Vänsterförbundet                                    | 310 340            | +35 701      | 11,2   | +1,1   | 22               | +3               |
|                             | Gröna förbundet                                     | 181 198            | -4 696       | 6,5    | -0,3   | 9                | -1               |
|                             | Svenska folkpartiet i Finland                       | 142 874            | −6 602       | 5,1    | -0,4   | 11               | 0                |
|                             | Finlands Kristliga Förbund                          | 82 311             | -840         | 3,0    | -0,1   | 7                | -1               |
|                             | Ungfinska partiet                                   | 78 066             | Ny           | 2,8    | Ny     | 2                | Ny               |
|                             | Finlands landsbygdsparti                            | 36 185             | −95 948      | 1,3    | -3,5   | 1                | -6               |
|                             | Förbundet för det Fria Finland                      | 28 067             | Ny           | 1,0    | Ny     | 0                | 0                |
|                             | Liberala folkpartiet                                | 16 247             | −4 963       | 0,6    | -0,2   | 0                | -1               |
|                             | Kvinnopartiet                                       | 7 919              | −4 806       | 0,3    | -0,2   | 0                | 0                |
|                             | Ekologiska partiet                                  | 7 865              | +4 030       | 0,3    | +0,2   | 1                | +1               |
|                             | Naturlagspartiet                                    | 6 819              | Ny           | 0,2    | Ny     | 0                | 0                |
|                             | Pensionärer För Folket                              | 5 124              | -106         | 0,2    | 0,0    | 0                | 0                |
|                             | För Fred och Socialism - Kommunistiska Arbetarparti | 4 784              | −1 417       | 0,2    | 0,0    | 0                | 0                |
|                             | Finlands Pensionärsparti                            | 3 974              | −6 788       | 0,1    | -0,3   | 0                | 0                |
|                             | Partiet för gemensamt ansvar                        | 1 706              | −1 101       | 0,1    | 0      | 0                | 0                |
|                             | Ålands riksdagsledamot                              | 9 905              | +561         | 0,4    | +0,1   | 1                | 0                |
|                             | Övriga                                              | 22 273             | +10 476      | 0,8    | +0,3   | 0                | 0                |
| Antal giltiga röster        | Antal giltiga röster                                | 2 780 921          | +55 003      | 100,0  |        | 200              |                  |
| Ogiltiga röster             | Ogiltiga röster                                     | 22 681             |              |        |        |                  |                  |
| Totalt                      | Totalt                                              | 2 803 602 (68,6 %) |              |        |        |                  |                  |